# 大井新田
大井新田（おおいしんでん）は、千葉県柏市の大字。2017年10月31日現在の人口は0人。郵便番号277-0901。

## 地理
北は我孫子市我孫子新田、北東は我孫子市若松、東は箕輪新田、南東は箕輪、南は大井、西は戸張、北西は戸張新田に隣接している。

## 小・中学校の学区
市立小・中学校に通う場合、学区は以下の通りとなる。
| 番地         | 小学校                   | 中学校               |
| ------------ | ------------------------ | -------------------- |
| 1～315番地   | 柏市立風早北部小学校     | 柏市立大津ケ丘中学校 |
| 316～352番地 | 柏市立大津ケ丘第一小学校 | 柏市立大津ケ丘中学校 |

## 施設
- 小林園芸